# Friedrich Wilhelm Möhring
Friedrich Wilhelm Möhring (* 1. Januar 1797 in Jever; † 17. Mai 1875 in Oldenburg (Oldenburg)) war ein deutscher Jurist und Parlamentarier.

## Leben
Friedrich Wilhelm Möhring studierte Rechtswissenschaften an der Georg-August-Universität Göttingen. 1816 wurde er Mitglied des Corps Bremensia Göttingen. 1817 gehörte er zu den Wiederbegründer des Corps Frisia Göttingen. Nach dem Studium trat er in den Dienst des Großherzogtums Oldenburg ein. Er wurde Landvogt in Delmenhorst und war zuletzt Oberappellationsrat in Oldenburg (Oldenburg).
Von 1851 bis 1853 gehörte Möhring dem Oldenburgischen Landtag an.